# دوري السوبر النيبالي
دوري السوبر النيبالي(بالإنجليزية: Nepal National League)‏ هو البطولة الرئيسية لـكرة القدم في نيبال. بدأ الدوري في عام 2011م